# Joan Garriga i Massó

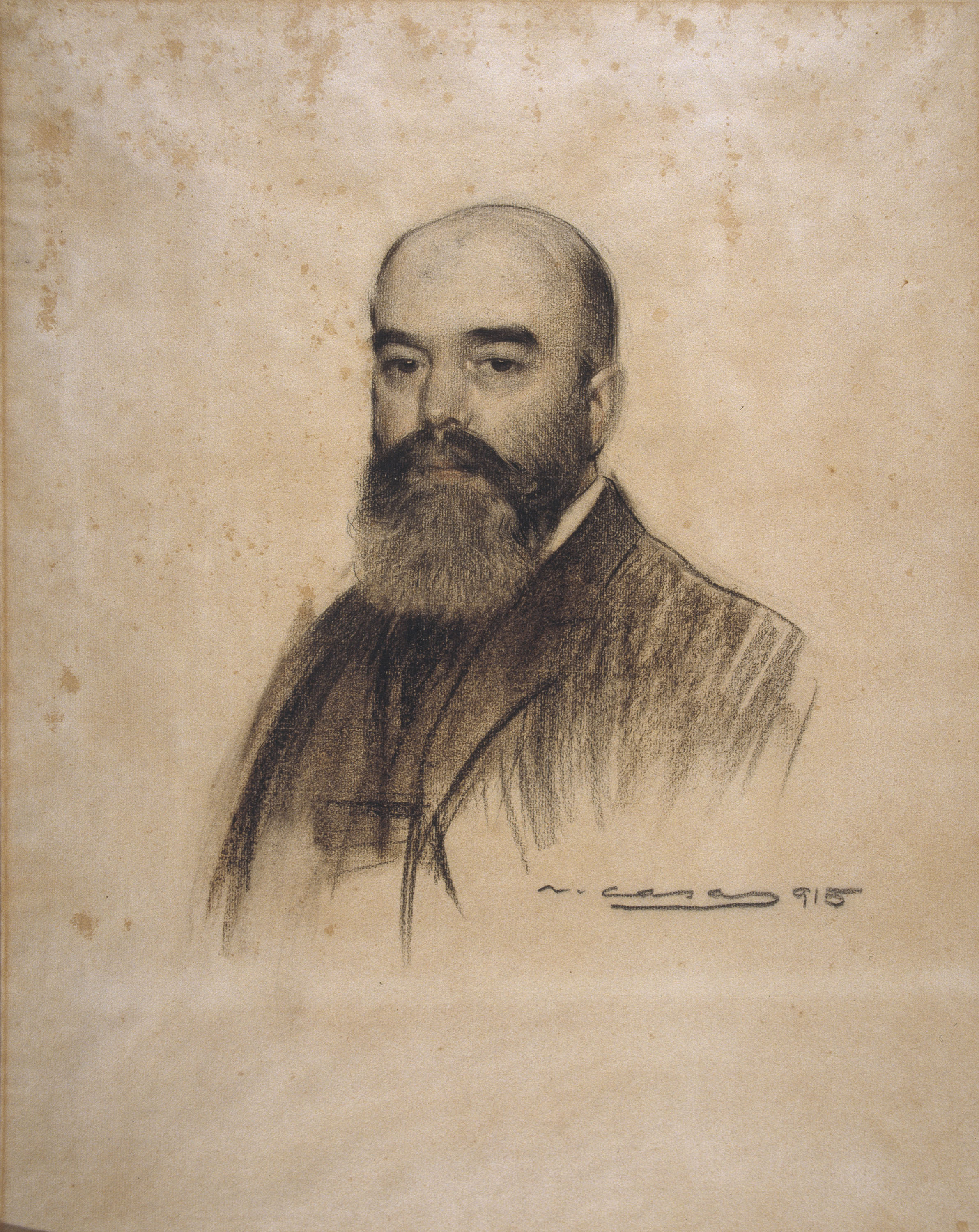
Joan Garriga i Massó visto por Ramon Casas (MNAC).

Joan Garriga i Massó (Barcelona, 1871-29 de marzo de 1956) fue un abogado y político español. 

## Biografía
Se licenció en Derecho y colaboró en las revistas La Veu de Catalunya y en Revista Jurídica de Catalunya, pero se dedicó a gestionar las tierras de su familia en San Felíu de Llobregat. Así fue dirigente del Instituto Agrícola Catalán de San Isidro y directivo de la Cámara Oficial de Comercio, Industria y Navegación de Barcelona.
En 1892 ingresó en la Unió Catalanista, y fue uno de los delegados que acordó las Bases de Manresa. Poco después ingresó en la Lliga Regionalista, pero en 1902 lo abandonó para ingresar en el 
Partido Demócrata Progresista de José Canalejas, con el que fue elegido diputado por la Seo de Urgel a las elecciones generales de 1905. En 1906, sin embargo, abandonó el partido y en las elecciones de 1907 fue elegido diputado como independiente dentro de las listas de Solidaritat Catalana. Posteriormente volvió a la Liga Regionalista, con la que fue elegido nuevamente diputado por La Seo en las elecciones de 1910 y por Barcelona en las de 1914. De 1920 a 1923 fue senador por la provincia de Barcelona. Después dejó la política y ejerció como miembro de la Sociedad Económica Barcelonesa de Amigos del País y de la Real Academia de Jurisprudencia y Legislación de Cataluña.

## Obras
- Contribució a l'estudi de l'actual conflicte agrari de Catalunya (1933)